# Valby (stadsdeel)

Indeling van Kopenhagen:
A: Indre By
B: Christianshavn
C: Indre Østerbro
D: Ydre Østerbro
E: Indre Nørrebro
F: Ydre Nørrebro
G: Bispebjerg
H: Vanløse
I: Brønshøj-Husum
J: Vesterbro
K: Kongens Enghave
L: Valby
M: Vestamager
N: Sundbyvester
O: Sundbyøster

Valby is een deel van de Deense hoofdstad Kopenhagen. In 2003 had de wijk 46.197 inwoners. Valby ligt ten zuidwesten van het centrum van de stad en grenst verder aan Vesterbro, Kongens Enghave, Frederiksberg, Hvidovre en Vanløse.
In Valby zijn onder meer de filmstudio's van Nordisk Film en een groot deel van de Carlsberg-brouwerijen gevestigd.
Sinds 1901 maakt Valby deel uit van de gemeente Kopenhagen. Daarvoor was het een deel van Hvidovre.
Kim Vilfort is hier geboren.

Amager Øst · Amager Vest · Bispebjerg · Brønshøj-Husum · Indre By · Nørrebro · Valby · Vanløse · Østerbro · Vesterbro/Kongens Enghave